# 埃尔姆 (朗德省)
埃尔姆（法語：Herm，法語發音：[ɛʁm]）是法国朗德省的一个市镇，属于达克斯区。

## 地理
埃尔姆（43°48'27"N, 1°8'41"W）面积52.08 平方千米，位于法国新阿基坦大区朗德省，该省份为法国西南部沿海省份，是法國本土面积第二大的省，北起吉倫特省，西临大西洋，南至大西洋比利牛斯省，东临热尔省，东北与洛特-加龍省接壤。
与埃尔姆接壤的市镇（或旧市镇、城区）包括：卡斯泰茨、古尔伯拉、马热斯克、圣保罗莱达克斯、塔莱。

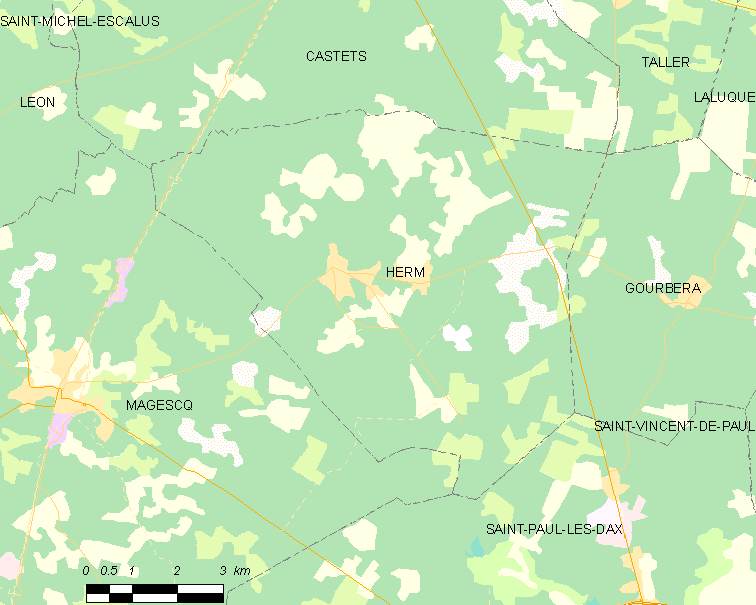
的OSM定位图

埃尔姆的时区为UTC+01:00、UTC+02:00（夏令时）。

## 行政
埃尔姆的邮政编码为40990，INSEE市镇编码为40123。

## 政治
埃尔姆所属的省级选区为达克斯第一县。

## 人口

1962-2008年间人口变化图示

埃尔姆于2022年1月1日时的人口数量为1189人。